# Poh Teck Tung Foundation

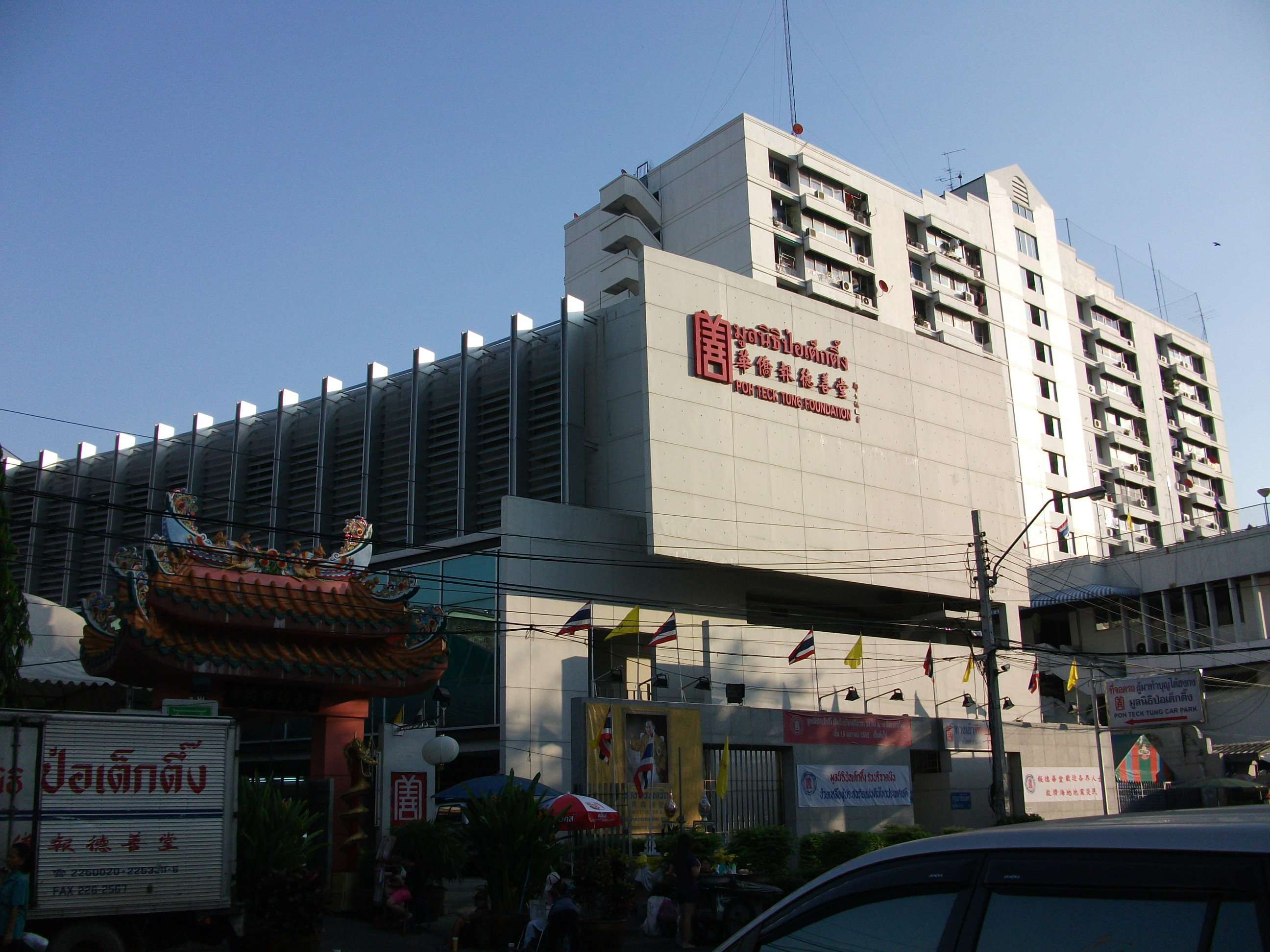
Hauptquartier der Poh Teck Tung Foundation in Bangkok

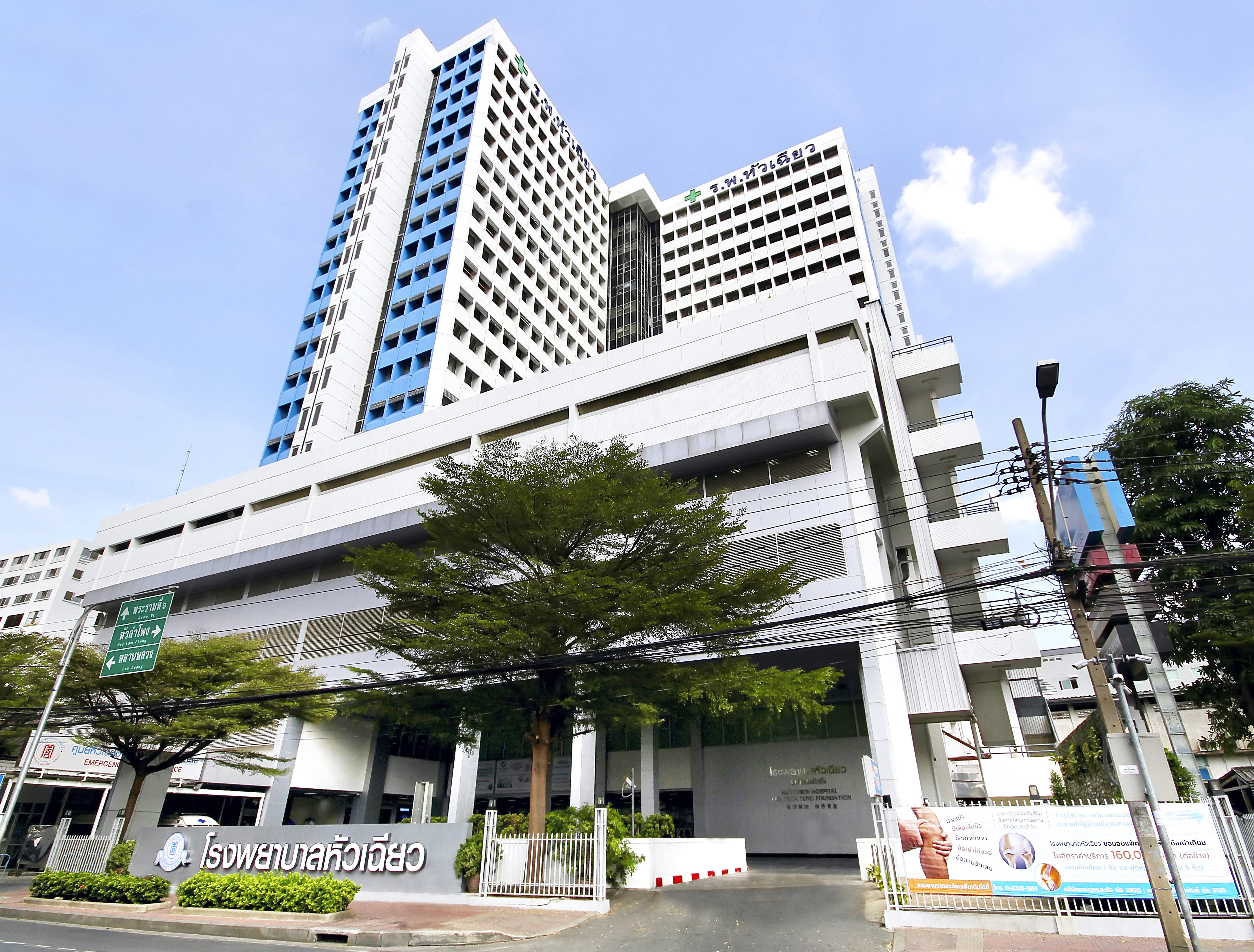
Das Hua-Chiew-Krankenhaus in Bangkok. Die Poh Teck Tung Foundation betreibt das Krankenhaus. Links im Bild eine Rettungswache der Organisation.

Die Poh Teck Tung Foundation (Thai มูลนิธิป่อเต็กตึ๊ง, Chinesisch 華僑報德善堂) ist eine freiwillige Hilfsorganisation in der thailändischen Hauptstadt Bangkok.

## Allgemein
Neben Rettungs- und Feuerwehrdiensten betreibt die Poh Teck Tung Foundation in Bangkok das Hua-Chiew-Krankenhaus und einen Bestattungsdienst. Ursprünglich wurde die Organisation 1909 als ein Leichenschauhaus eines Tempels von chinesischen Einwanderern gegründet. In diesem Tempel wurden Leichen, welche keine Angehörigen hatten, aufgebahrt und beerdigt. Seit 1937 engagiert sich die Organisation im Rettungsdienst, primär auf der Basis von Helfer-vor-Ort-Diensten und im Bereitstellen von Leichenwägen. Damit sind sie die älteste Rettungsdienstorganisation im Königreich Thailand. Seit 1990 betreibt die Organisation auch reguläre Kranken- und Rettungswagen sowie Rüstwagen für die technische Hilfeleistung. Auch Löschfahrzeuge befinden sich im Fuhrpark. Hauptamtliche und freiwillige Mitarbeiter der Organisation werden seitdem über die thailandweite Rettungsdienst-Notrufnummer 1669 koordiniert. Die Organisation ist eine von acht Organisation, die in Zusammenarbeit mit 45 Krankenhäusern Rettungsdienste in Bangkok anbieten. Daneben betreibt die Organisation ihre eigene Notrufnummer 1418. Die Organisation bietet Ausbildungen in Erster Hilfe, aber auch für professionelle Rettungssanitäter und Feuerwehrausbildungen an. Sie ist landesweit aktiv und auch im Katastrophenschutz tätig.

## Ziele laut Satzung
Die Ziele der Poh Teck Tung Foundation sind:
- Helfen von Opfern von Bränden, Überschwemmungen und anderen Naturkatastrophen.
- Gründung des Hua-Chiew Hospital zur Behandlung aller Arten von Patienten.
- Aufbau von Bildungseinrichtungen, Stipendien vergeben.
- Verwaltung nicht beanspruchter Leichen und Einrichtung eines Friedhofs.
- Förderung und Aufrechterhaltung religiöser, künstlerischer und wissenschaftlicher Aktivitäten.
- Wohltätige Zwecke im Allgemeinen oder gemäß Vorstandsbeschluss durchführen.

## Kritik
In der Vergangenheit zeichnete sich der ehrenamtliche Rettungsdienst Thailands durch einen Mangel an Qualifikation aus. Oft fuhren privat ausgerüstete, umgebaute Pickups zur Einsatzstelle. Die ehrenamtlichen Helfer verdienten an Provisionen, welche private Krankenhäuser für die Einlieferung von Patienten zahlten. Die Fahrzeuge transportierten entgegen ihrer Bestimmung nicht nur Leichen, sondern auch Patienten. Auch kam es zu Streitigkeiten um Zuständigkeiten, wenn mehrere Hilfsorganisationen für einen Notfall aufgeboten wurden. Die Netflix-Serie Bangkok Breaking (Thai มหานครเมืองลวง, ausgesprochen mahaa nakon müang luang)  beschäftigt sich mit den ehrenamtlichen Mitarbeitern der Bangkoker Rettungsdienste.